# Campo Municipal Juan Rojas
El Campo Municipal Juan Rojas és un estadi de futbol al barri de Torrecárdenas, a Almeria (Andalusia). Va ser inaugurat el 1976 amb el nom de Estadio Franco Navarro. Actualment té capacitat per a 13.648 espectadors (5.468 asseguts i 8.000 drets) i és ací on disputa els seus partits l'UD Almeria B, que milita en el grup nové de Tercera Divisió.

## Història
L'actual Estadi Municipal Juan Rojas, deu la seua construcció al senyor Antonio Franco Navarro, expresident de l'Agrupació Esportiva Almería. L'estadi, en un primer moment denominat Estadi Franco Navarro, es va començar a construir al novembre de 1975. Tenia una capacitat de 16.000 espectadors tots asseguts i, en un primer moment, es va pensar que duguera un local social amb cafeteria, piscina coberta climatitzada, camp de tennis, de bàsquet, gimnàs i parc infantil, però gens d'això es va relaitzar.
El terreny es va comprar el dia 18 de desembre de 1973, pels senyors Angel Martínez Rodríguez, Antonio Franco Navarro, Eduardo Més Fernández i Juan Soler Martínez, que la van comprar a Antonio Méndez Salvador. La descripció jurídica de la finca era la següent: Es tractava d'una finca rústica, tros de terra de reg i secà, procedent de la hisenda, situada as carrerons de Huércal, de cabuda de 30 hectàrees. D'aquesta finca es va segregar altra de cabuda d'una hectàrea, 70 àrees i 60 centiàreas.
L'estadi va viure els seus moments de màxima esplendor a principi de la dècada dels 80, quan l'Agrupación Deportiva Almería militava en la primera divisió espanyola. L'estadi va dur el nom del seu mecenes fins que en la segona legislatura democràtica de l'Ajuntament d'Almería, el Govern Municipal socialista va decidir adquirir el camp. Des de llavors es va dir Camp Municipal de Futbol. Posteriorment, entre 1990 i 1991, també amb el govern socialista, el camp va ser remodelat i a més s'hi va instal·lar una nova gespa. L'obra més emblemàtica va ser la instal·lació d'una marquesina i seients en la localitat de preferència. Després, a causa del defunció del mític futbolista almeriense Juan Rojas, el Camp Municipal de Futbol va ser rebatejat Camp Municipal de Futbol Juan Rojas, per acord de l'Ajuntament d'Almeria.
El Juan Rojas veuria el seu últim partit de futbol en categories professionals el 13 de juny de 2004, el Sporting de Gijón va ser l'últim equip visitant i la UD Almería l'últim equip que hi actuara com local. Com no va poder ser d'altra forma, un camp que tantes alegries ha donat als seus aficionats, no va poder tenir millor teló de tancament, que una victòria, per 2-1. José Ortiz Bernal va ser l'últim jugador local que hi va fer un gol, en categoria professional, en l'estadi que duu el nom del sogre de son germà.
La batllia de la ciutat cedeix per els entrenaments a l'Almería el Camp Municipal de Futbol Juan Rojas, on a més disputa els partits oficials l'UD Almería B, que milita en el grup novè de la Tercera Divisió d'Espanya, així com ho ha fet el Club Polideportivo Almería fins a 2007, militant en la primera provincial d'Almería.
L'any 2007 l'entitat esportiva de l'Almería va presentar un projecte de l'arquitecte Luis Chamizo per a construir un complex esportiu al lloc de l'estadi Juan Rojas amb una superfície de 22.000 m² i una inversió de 82 milions d'euros.

## Inauguració
L'Estadi es va inaugurar el 24 d'agost de 1976, amb un pressupost de més de 47 milions de pessetes. La trobada inaugural va enfrontar l'Agrupació Esportiva Almería a l'Athletic Club de Bilbao, davant més de 16.000 persones. La trobada es va acabar amb empat d'un gol de Gregorio per a l'UD Almería i una de Dani para els bilbains.
Va ser reinaugurat el 9 de maig de 1991, en un partit amistós entre la selecció provincial d'Almería i el Dinamo de Moscou. El resultat va ser 2-9 per als visitants.